# Jaskinia Kondracka
Jaskinia Kondracka – jaskinia w Dolinie Kondratowej w Tatrach Zachodnich. Wejście do niej położone jest na północnym zboczu Kopy Kondrackiej, w pobliżu Wielkiego Szerokiego, na wysokości 1820 m n.p.m. Długość jaskini wynosi 12 metrów, a jej deniwelacja 3,5 metra.

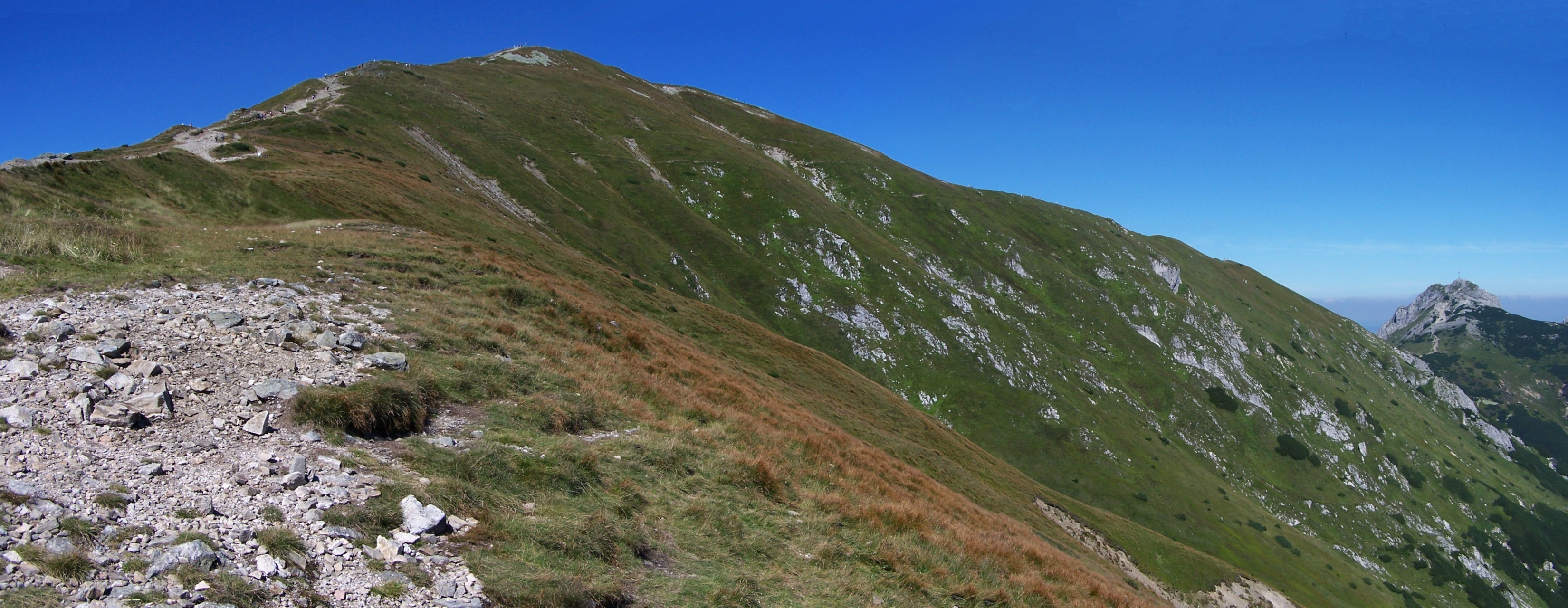
Kopa Kondracka. Widoczny upłaz Wielkie Szerokie

## Opis jaskini
Jaskinię stanowi idący stromo w dół korytarz zaczynający się w małej salce przy niewielkim otworze wejściowym i przechodzący w obszerną komorę. Z komory odchodzi w górę kilkumetrowy korytarzyk.

## Przyroda
W jaskini brak jest nacieków. Flora i fauna nie była badana. Otwór jaskini często zasypywany jest przez piarg.

## Historia odkryć
Jaskinia była prawdopodobnie znana od dawna, gdyż jej otwór widać z Przełęczy Kondrackiej. Pierwszy jej opis i plan sporządzili grotołazi z Zakopanego w 1985 roku.